# Thelebolus terrestris
Thelebolus terrestris (Svenskt namn Orange legeskål) är en svampart som beskrevs av Alb. & Schwein. 1805. Thelebolus terrestris ingår i släktet Thelebolus och familjen Thelebolaceae.   Inga underarter finns listade i Catalogue of Life.
I den svenska databasen Dyntaxa används istället namnet Byssonectria terrestris för samma taxon.  Arten är reproducerande i Sverige.